# Mesteri, Vas
Mesteri  este un sat în districtul Celldömölk, județul Vas, Ungaria, având o populație de 241 de locuitori (2011). 

## Demografie
Componența etnică a satului Mesteri
     Maghiari (98,18%)
     Germani (1,82%)
Componența confesională a satului Mesteri
     Romano-catolici (32,37%)
     Luterani (13,28%)
     Atei (3,73%)
     Fără religie (2,9%)
     Necunoscută (47,72%)
Conform recensământului din 2011, satul Mesteri avea 241 de locuitori. Din punct de vedere etnic, majoritatea locuitorilor (98,18%) erau maghiari, cu o minoritate de germani (1,82%).  Din punct de vedere confesional, majoritatea locuitorilor (53,11%) erau , existând și minorități de romano-catolici (32,37%), luterani (13,28%), atei (3,73%) și persoane fără religie (2,9%). Pentru 47,72% din locuitori nu este cunoscută apartenența confesională.